# リー男爵 (Leigh)
リー男爵（英: Baron Leigh）は、イギリスの男爵、貴族。これまでに2度創設されており、1期目はイングランド貴族として、2期目は連合王国貴族としての叙爵である。いずれもリー家に対するものであり、後者が現存する。

## 歴史

### 第1期（1643年）

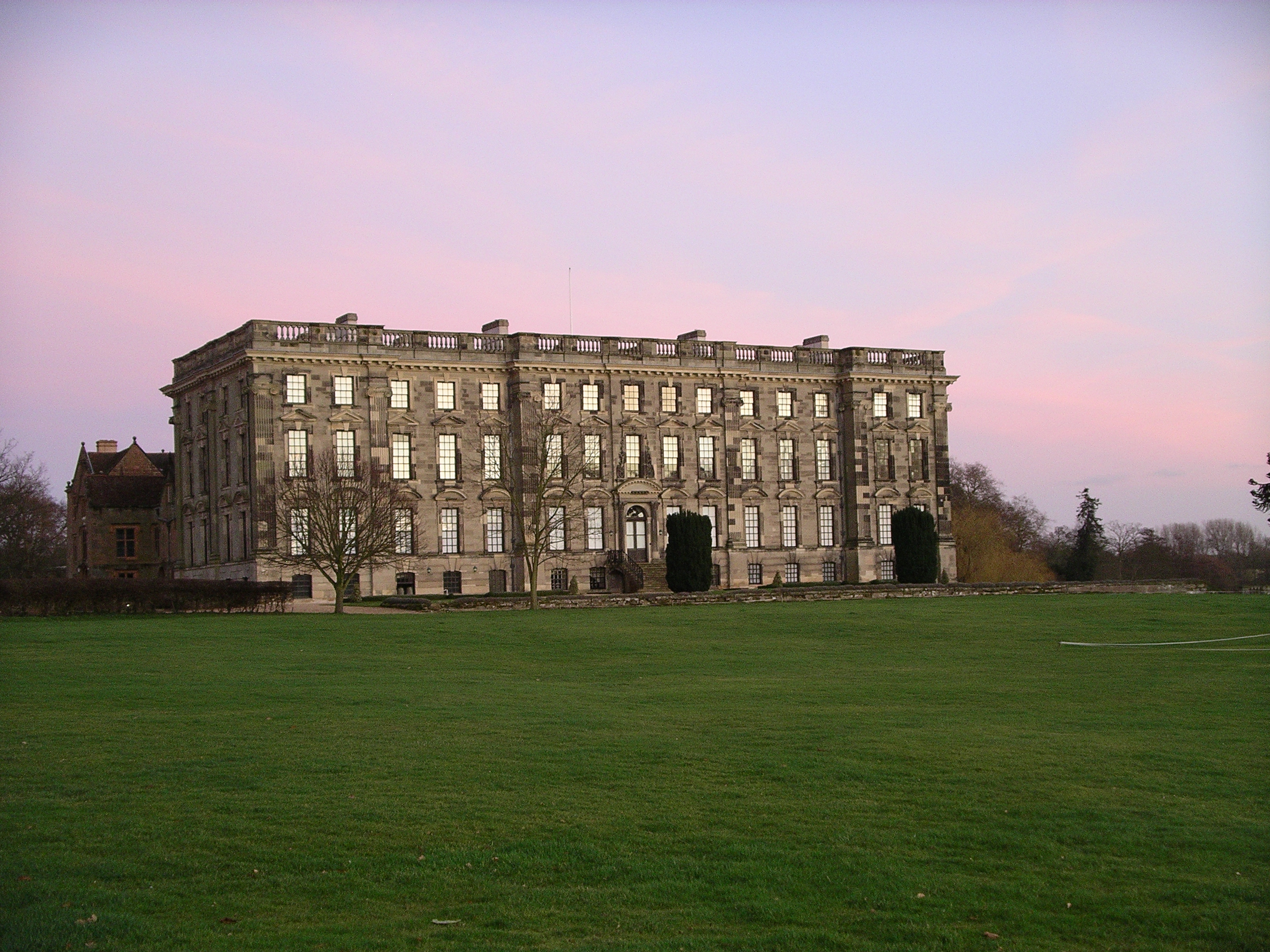
男爵家の邸宅、ストーンリー・アビー。ウォリックシャーに所在。

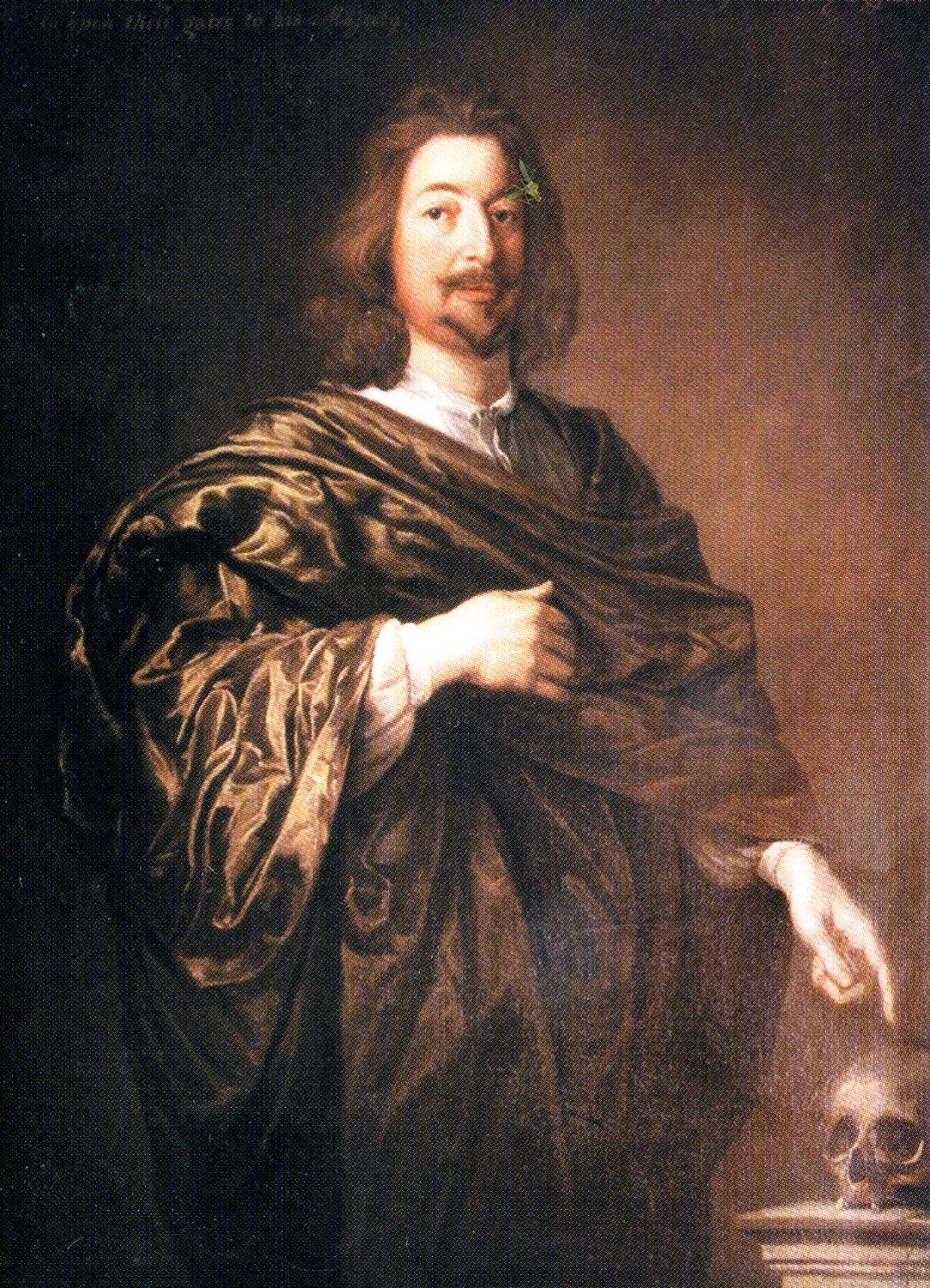
初代男爵(第1期)トマス・リー

リー家の歴史は長く、16世紀中葉にまで遡ることができる旧家である。
一族のサー・トマス・リー(?-1571)はロンドン市長を務めた商人であった。その彼の次男にあたるトマス・リー(?-1626)は、1611年にイングランド準男爵として(ウォリック州ストーンリーの)準男爵(Baronet, of Stoneleigh in the County of Warwick)に叙された。 
その息子である2代準男爵トマス(1595–1672)はイングランド内戦期において、騎士党の政治家として活動した。彼は1643年にイングランド貴族としてウォリック州ストーンリーのリー男爵(Baron Leigh, of Stoneleigh in the County of Warwick)に陛爵した。 
初代男爵は息子に先立たれていたため、その孫のトマスが2代男爵位を襲った。 
以降も2代男爵の系統で続いたが、彼のひ孫にあたる5代男爵エドワード(1742-1786)が生涯未婚のまま死去したため、男爵位と準男爵位は廃絶となった。

### 第2期（1839年）
現存するリー男爵家は、詩人シャンドス・リー(1791-1850)が1839年5月11日に連合王国貴族としてウォリック州ストーンリーのリー男爵(Baron Leigh, of Stoneleigh in the County of Warwick)に叙されたことに始まる。 
初代男爵シャンドスは、先述のサー・トマス・リー(?-1571)の長男ローランドの子孫にあたっている。 
2代男爵ウィリアム(1824–1905)は枢密顧問官(PC)やウォリックシャー統監を務めたが、長男のギルバートが狩猟中に事故死したため、彼の孫のフランシスがその後を襲った。 
3代男爵フランシス(1855-1938)には子がなかったため、甥のルパートが爵位を相続した。 
以降は4代男爵ルパート(1908-1979)の系統による男系継承が続いており、彼の孫にあたる6代男爵クリストファー(1960-)が現当主である。   
一族の邸宅は、 ウォリックシャー州 ケニルワース近郊のストーンリー・アビー(Stoneleigh Abbey)。  
男爵家の家訓は『すべてのものは神に由来す(Tout Vient De Dieu)』。 

## 一覧

### (ストーンリーの)準男爵（1611年）
- 初代準男爵サー・トーマス・リー（?-1626）
- 第2代準男爵サー・トマス・リー（英語版）（1595–1672）（1643年にリー男爵位創設）

### リー男爵（第1期;1643年）
- 初代リー男爵トマス・リー（英語版）（1595–1672）
- 第2代リー男爵トマス・リー（1652-1710）
- 第3代リー男爵エドワード・リー（1684-1738）
- 第4代リー男爵トマス・リー（1713–1749）
- 第5代リー男爵エドワード・リー （1742-1786）

### リー男爵（第2期;1839年）
- 初代リー男爵シャンドス・リー（英語版） （1791–1850）
- 第2代リー男爵ウィリアム・ヘンリー・リー（英語版） （1824–1905） 
  - ギルバート・ヘンリー・シャンドス・リー（英語版）閣下 （1851–1884）
- 第3代リー男爵フランシス・ダドリー・リー （1855-1938）
- 第4代リー男爵ルパート・ウィリアム・ダドリー・リー （1908–1979）
- 第5代リー男爵ジョン・ピアーズ・リー （1935–2003）
- 第6代リー男爵クリストファー・ダドリー・ピアーズ・リー（1960-）

爵位の推定相続人は現当主の息子である ルパート・ダドリー・リー閣下（1994-）。 